# Druga Liga 1980-1981
La Druga savezna liga SFRJ 1980-1981, conosciuta semplicemente come Druga liga 1980-1981, fu la 35ª edizione della seconda divisione del campionato jugoslavo di calcio.
Questa fu la diciottesima edizione basata su due gironi. Nel girone Ovest (Grupa Zapad) furono incluse le squadre provenienti da Slovenia, Croazia, Bosnia Erzegovina e Voivodina; mentre nel girone Est (Grupa Istok) quelle provenienti da Serbia Centrale, Kosovo, Montenegro e Macedonia. Questa fu la terza edizione con 16 squadre per ogni girone.
Vennero promosse in Prva Liga 1981-1982 le vincitrici dei due gironi. Retrocessero in terza divisione 8 squadre in totale: le ultime 3 di ogni girone, più altre due dipendentemente dalla area di provenienza delle retrocesse dalla categoria superiore.
Dato che dalla Prva Liga 1980-1981 retrocessero una squadra bosniaca ed una serba, dalla Druga liga scesero 4 compagini dal girone Ovest e 4 da quello Est.

## Provenienza
| Slovenia                            | Croazia                               | Bosnia Erzegovina                                                                          | Serbia                                                             | Serbia | Serbia                                     | Montenegro                         | Macedonia             |
| Slovenia                            | Croazia                               | Bosnia Erzegovina                                                                          | Voivodina                                                          | Serbia Centrale | Kosovo                                     | Montenegro                         | Macedonia             |
| ----------------------------------- | ------------------------------------- | ------------------------------------------------------------------------------------------ | ------------------------------------------------------------------ | --- | ------------------------------------------ | ---------------------------------- | --------------------- |
| - Maribor - Rudar Velenje - Svoboda | - Dinamo Vinkovci - GOŠK Jug - Osijek | - Bosna Visoko - Čelik Zenica - Iskra Bugojno - Jedinstvo Bihać - Jedinstvo Brčko - Leotar | - AIK Bačka Topola - Proleter Zrenjanin - Spartak Subotica - Vrbas | - Bor - Borac Čačak - Dubočica Leskovac - Galenika Zemun - Rad Belgrado - Radnički Kragujevac - Radnički Pirot - Sloboda Užice | - Priština - FK Trepča - Vlaznimi Đakovica | - Lovćen - Sutjeska - OFK Titograd | - Rabotnički - Teteks |

## Girone Ovest

### Profili
| Squadra          | Città        | Stadio                   | Stagione 1979-80 | Stagione 1979-80         |
| Squadra          | Città        | Stadio                   | Pos.             | Divisione                |
| ---------------- | ------------ | ------------------------ | ---------------- | ------------------------ |
| Osijek           | Osijek       | Stadion Gradski vrt      | 17º              | Prva liga                |
| Čelik            | Zenica       | Stadion Bilino Polje     | 18º              | Prva liga                |
| Spartak Subotica | Subotica     | Gradski stadion          | 2º               | Druga liga Ovest         |
| Dinamo Vinkovci  | Vinkovci     | Stadion Mladosti         | 3º               | Druga liga Ovest         |
| Iskra Bugojno    | Bugojno      | Stadion Jaklić           | 4º               | Druga liga Ovest         |
| Maribor          | Maribor      | Stadion Ljudski vrt      | 5º               | Druga liga Ovest         |
| Vrbas            | Vrbas        | Stadion kraj Šlajza      | 6º               | Druga liga Ovest         |
| Leotar           | Trebigne     | Stadion Police           | 7º               | Druga liga Ovest         |
| Jedinstvo Bihać  | Bihać        | Stadion pod Borićima     | 8º               | Druga liga Ovest         |
| Proleter         | Zrenjanin    | Stadion Karađorđev park  | 9º               | Druga liga Ovest         |
| Rudar Velenje    | Velenje      | Mestni stadion ob jezeru | 10º              | Druga liga Ovest         |
| Bosna Visoko     | Visoko       | Stadion Luke             | 11º              | Druga liga Ovest         |
| Svoboda          | Lubiana      | Športni park Svoboda     | 1º               | Slovenska liga           |
| GOŠK Jug         | Ragusa       | Stadion Lapad            | 1º               | Hrvatska liga            |
| AIK Bačka Topola | Bačka Topola | Gradski stadion          | 1º               | Vojvođanska liga         |
| Jedinstvo Brčko  | Brčko        | Stadion "Sedmi april"    | 1º               | Liga Bosne i Hercegovine |

### Classifica
Subito dopo la fine del campionato, il Maribor è stato retrocesso d'ufficio a causa di appropriazione indebita finanziaria nel club. Contemporaneamente, il vincitore della Slovenska liga, lo Šmartno ob Paki, ha rinunciato alla promozione in Druga liga. Lo stesso è stato fatto dai club piazzatesi dal secondo al quarto posto del campionato sloveno: Slovan Lubiana, Mura e Železničar Maribor. Di conseguenza Jedinstvo Bihać e GOŠK Jug evitano la retrocessione.
|  | Pos. | Squadra            | Pt | G  | V  | N  | P  | GF | GS | DR  |
|  | ---- | ------------------ | -- | -- | -- | -- | -- | -- | -- | --- |
|  | 1.   | Osijek             | 42 | 30 | 17 | 8  | 5  | 50 | 16 | +34 |
|  | 2.   | Iskra Bugojno      | 36 | 30 | 16 | 4  | 10 | 40 | 29 | +11 |
|  | 3.   | Dinamo Vinkovci    | 34 | 30 | 12 | 10 | 8  | 51 | 38 | +13 |
|  | 4.   | Proleter Zrenjanin | 33 | 30 | 12 | 9  | 9  | 47 | 38 | +9  |
|  | 5.   | Spartak Subotica   | 32 | 30 | 11 | 10 | 9  | 49 | 47 | +2  |
|  | 6.   | Čelik Zenica       | 31 | 30 | 12 | 7  | 11 | 42 | 34 | +8  |
|  | 7.   | AIK Bačka Topola   | 30 | 30 | 10 | 10 | 10 | 37 | 32 | +5  |
|  | 8.   | Svoboda            | 30 | 30 | 9  | 12 | 9  | 32 | 27 | +5  |
|  | 9.   | Maribor            | 30 | 30 | 14 | 2  | 14 | 50 | 48 | +2  |
|  | 10.  | Jedinstvo Brčko    | 30 | 30 | 12 | 6  | 12 | 41 | 39 | +2  |
|  | 11.  | Rudar Velenje      | 30 | 30 | 12 | 6  | 12 | 35 | 38 | −3  |
|  | 12.  | Leotar             | 30 | 30 | 11 | 8  | 11 | 32 | 36 | −4  |
|  | 13.  | Jedinstvo Bihać    | 29 | 30 | 11 | 7  | 12 | 32 | 29 | +3  |
|  | 14.  | GOŠK Jug           | 28 | 30 | 11 | 6  | 13 | 36 | 44 | −8  |
|  | 15.  | Vrbas              | 20 | 30 | 6  | 8  | 16 | 25 | 49 | −24 |
|  | 16.  | Bosna Visoko       | 15 | 30 | 6  | 3  | 21 | 20 | 75 | −55 |

Legenda:

      Promossa in Prva Liga 1981-1982 e qualificata alla Coppa Mitropa 1981-1982.

  Partecipa agli spareggi promozione/retrocessione.

      Retrocessa in terza divisione jugoslava 1981-1982.

      Esclusa dal campionato.
Note:

Due punti a vittoria, uno a pareggio, zero a sconfitta.
In caso di arrivo di due o più squadre a pari punti, la graduatoria viene stilata secondo la differenza reti tra le squadre interessate.

### Risultati
|                    | AIK  | Bos  | Čel  | Din  | GOŠ  | Isk  | Bih  | Brč  | Leo  | Mar  | Osi  | Pro  | Rud  | Spa  | Svo  | Vrb  |
| ------------------ | ---- | ---- | ---- | ---- | ---- | ---- | ---- | ---- | ---- | ---- | ---- | ---- | ---- | ---- | ---- | ---- |
| AIK Bačka Topola   | –––– | 2-1  | 2-1  | 2-2  | 1-1  | 2-1  | 1-2  | 2-0  | 0-0  | 4-2  | 0-0  | 1-1  | 1-0  | 1-1  | 0-0  | 6-1  |
| Bosna Visoko       | 0-3  | –––– | 1-0  | 1-2  | 0-2  | 0-1  | 1-0  | 1-0  | 1-1  | 3-2  | 1-3  | 1-3  | 1-3  | 3-0  | 1-2  | 1-0  |
| Čelik Zenica       | 1-0  | 1-0  | –––– | 2-1  | 3-0  | 2-1  | 1-0  | 1-1  | 4-0  | 1-0  | 0-0  | 2-1  | 3-1  | 4-0  | 1-1  | 3-0  |
| Dinamo Vinkovci    | 1-1  | 6-0  | 4-2  | –––– | 4-2  | 2-2  | 1-0  | 1-2  | 5-2  | 2-0  | 0-2  | 5-3  | 3-1  | 3-1  | 2-1  | 1-0  |
| GOŠK Jug           | 1-3  | 0-0  | 2-1  | 0-0  | –––– | 3-2  | 1-0  | 3-2  | 2-0  | 1-1  | 0-1  | 3-0  | 1-0  | 4-0  | 2-0  | 2-0  |
| Iskra Bugojno      | 1-0  | 7-1  | 1-0  | 0-0  | 1-0  | –––– | 1-0  | 2-0  | 2-0  | 2-0  | 1-0  | 3-2  | 2-0  | 1-0  | 2-1  | 3-0  |
| Jedinstvo Bihać    | 1-0  | 4-0  | 1-1  | 1-1  | 4-0  | 2-1  | –––– | 1-1  | 2-1  | 3-0  | 0-0  | 0-0  | 1-0  | 3-2  | 1-1  | 1-0  |
| Jedinstvo Brčko    | 0-0  | 3-0  | 3-1  | 2-2  | 2-1  | 3-1  | 2-0  | –––– | 1-0  | 1-0  | 1-0  | 1-1  | 4-0  | 4-0  | 3-1  | 0-0  |
| Leotar             | 1-0  | 2-0  | 1-1  | 2-1  | 2-0  | 2-0  | 3-2  | 2-1  | –––– | 2-0  | 0-0  | 2-1  | 1-0  | 2-2  | 2-0  | 1-1  |
| Maribor            | 2-0  | 6-0  | 4-2  | 1-1  | 5-2  | 1-0  | 1-0  | 4-0  | 2-0  | –––– | 1-0  | 2-0  | 4-2  | 3-1  | 1-0  | 4-1  |
| Osijek             | 3-0  | 8-0  | 2-1  | 1-0  | 3-0  | 3-0  | 4-1  | 1-0  | 2-1  | 4-0  | –––– | 2-0  | 3-1  | 1-1  | 0-0  | 2-0  |
| Proleter Zrenjanin | 2-1  | 1-0  | 1-0  | 3-0  | 1-0  | 0-1  | 1-0  | 7-2  | 1-1  | 3-1  | 4-1  | –––– | 0-0  | 3-3  | 0-0  | 4-2  |
| Rudar Velenje      | 3-1  | 6-0  | 0-0  | 1-1  | 2-0  | 0-0  | 2-0  | 1-0  | 1-0  | 2-1  | 2-1  | 1-0  | –––– | 1-1  | 1-0  | 1-0  |
| Spartak Subotica   | 3-1  | 3-0  | 4-2  | 1-0  | 4-1  | 0-0  | 1-0  | 2-0  | 1-1  | 3-0  | 0-0  | 3-3  | 6-1  | –––– | 1-1  | 2-0  |
| Svoboda            | 0-0  | 1-1  | 1-0  | 2-0  | 1-1  | 3-1  | 0-1  | 1-0  | 1-0  | 5-1  | 1-1  | 0-1  | 1-1  | 3-1  | –––– | 3-0  |
| Vrbas              | 0-2  | 3-1  | 1-1  | 0-0  | 1-1  | 2-0  | 1-1  | 3-2  | 2-0  | 3-1  | 0-2  | 0-0  | 2-1  | 1-2  | 1-1  | –––– |
| Fonte: rsssf.com   |      |      |      |      |      |      |      |      |      |      |      |      |      |      |      |      |

### Classifica marcatori
| Reti                 | Marcatore          | Squadra            |
| -------------------- | ------------------ | ------------------ |
| 23                   | Sulejman Halilović | Dinamo Vinkovci    |
| 19                   | Josip Turčik       | Maribor            |
| 16                   | Lukić              | AIK Bačka Topola   |
| 14                   | Miđanović          | Proleter Zrenjanin |
| 13                   | Ivica Lukačević    | Osijek             |
| 13                   | Dragojević         | Spartak Subotica   |
| 13                   | Sužnjević          | Jedinstvo Brčko    |
| Fonte: sportsport.ba |                    |                    |

## Girone Est

### Profili
| Squadra           | Città             | Stadio                  | Stagione 1979-80 | Stagione 1979-80 |
| Squadra           | Città             | Stadio                  | Pos.             | Divisione        |
| ----------------- | ----------------- | ----------------------- | ---------------- | ---------------- |
| Radnički 1923     | Kragujevac        | Stadion Čika Dača       | 2º               | Druga liga Est   |
| Bor               | Bor               | Stadion kraj Pirita     | 3º               | Druga liga Est   |
| Galenika Zemun    | Zemun, Belgrado   | Gradski stadion         | 4º               | Druga liga Est   |
| FK Trepča         | Titova Mitrovica  | Stadion Trepča          | 5º               | Druga liga Est   |
| Priština          | Priština          | Gradski stadion         | 6º               | Druga liga Est   |
| Borac Čačak       | Čačak             | Stadion kraj Morave     | 7º               | Druga liga Est   |
| Teteks            | Tetovo            | Gradski stadion         | 8º               | Druga liga Est   |
| Rad               | Banjica, Belgrado | Stadio Kralj Petar I    | 9º               | Druga liga Est   |
| Sutjeska          | Nikšić            | Stadion kraj Bistrice   | 10º              | Druga liga Est   |
| Dubočica Leskovac | Leskovac          | Gradski stadion         | 11º              | Druga liga Est   |
| Radnički Pirot    | Pirot             | Stadion kraj Nišave     | 12º              | Druga liga Est   |
| OFK Titograd      | Titograd          | Stadion Cvijetni Brijeg | 13º              | Druga liga Est   |
| Sloboda Užice     | Titovo Užice      | Stadion Begluk          | 1º               | Srpska liga      |
| Lovćen            | Cettigne          | Stadion Obilića Poljana | 1º               | Crnogorska liga  |
| Vlaznimi Đakovica | Đakovica          | Stadion Miejski         | 1º               | Kosovska liga    |
| Rabotnički        | Skopje            | Gradski stadion         | 1º               | Makedonska liga  |

### Classifica
A causa dei disordini nella Provincia Socialista Autonoma del Kosovo nella primavera 1981, Priština, FK Trepča e Vlaznimi Đakovica dovettero disputare le partite interne fuori regione. Nell'ultima giornata era in programma Teteks−Galenika Zemun: in caso di vittoria, gli ospiti sarebbero stati promossi grazie alla differenza reti. Lo 0−0 finale ha permesso la promozione del Teteks in Prva Liga 1981-1982.
|  | Pos. | Squadra             | Pt | G  | V  | N  | P  | GF | GS | DR  |
|  | ---- | ------------------- | -- | -- | -- | -- | -- | -- | -- | --- |
|  | 1.   | Teteks              | 37 | 30 | 15 | 7  | 8  | 30 | 18 | +12 |
|  | 2.   | Galenika Zemun      | 35 | 30 | 13 | 9  | 8  | 38 | 24 | +14 |
|  | 3.   | Rad Belgrado        | 33 | 30 | 12 | 9  | 9  | 27 | 21 | +6  |
|  | 4.   | Sutjeska            | 33 | 30 | 11 | 11 | 8  | 27 | 24 | +3  |
|  | 5.   | Radnički Kragujevac | 31 | 30 | 10 | 11 | 9  | 41 | 29 | +12 |
|  | 6.   | Borac Čačak         | 31 | 30 | 11 | 9  | 10 | 39 | 35 | +4  |
|  | 7.   | FK Trepča           | 30 | 30 | 13 | 4  | 13 | 43 | 35 | +8  |
|  | 8.   | Priština            | 30 | 30 | 9  | 12 | 9  | 27 | 22 | +5  |
|  | 9.   | Sloboda Užice       | 30 | 30 | 11 | 8  | 11 | 33 | 32 | +1  |
|  | 10.  | Bor                 | 30 | 30 | 11 | 8  | 11 | 33 | 34 | −1  |
|  | 11.  | Dubočica Leskovac   | 30 | 30 | 11 | 8  | 11 | 29 | 32 | −3  |
|  | 12.  | OFK Titograd        | 30 | 30 | 12 | 6  | 12 | 36 | 54 | −18 |
|  | 13.  | Radnički Pirot      | 29 | 30 | 11 | 7  | 12 | 45 | 36 | +9  |
|  | 14.  | Lovćen              | 28 | 30 | 10 | 8  | 12 | 28 | 32 | −4  |
|  | 15.  | Rabotnički          | 28 | 30 | 11 | 6  | 13 | 31 | 43 | −12 |
|  | 16.  | Vlaznimi Đakovica   | 15 | 30 | 4  | 7  | 19 | 28 | 64 | −36 |

Legenda:

      Promossa in Prva Liga 1981-1982.

  Partecipa agli spareggi promozione/retrocessione.

      Retrocessa in terza divisione jugoslava 1981-1982.

      Esclusa dal campionato.
Note:

Due punti a vittoria, uno a pareggio, zero a sconfitta.
In caso di arrivo di due o più squadre a pari punti, la graduatoria viene stilata secondo la differenza reti tra le squadre interessate.

### Risultati
|                     | Bor  | Čač  | Dub  | Gal  | Lov  | Pri  | Rab  | Rad  | Kra  | Pir  | Slo  | Sut  | Tet  | Tit  | Tre  | Vla  |
| ------------------- | ---- | ---- | ---- | ---- | ---- | ---- | ---- | ---- | ---- | ---- | ---- | ---- | ---- | ---- | ---- | ---- |
| Bor                 | –––– | 1-1  | 3-0  | 1-0  | 1-1  | 1-0  | 2-1  | 2-2  | 1-0  | 1-0  | 1-1  | 1-0  | 3-1  | 2-0  | 2-1  | 3-1  |
| Borac Čačak         | 1-1  | –––– | 1-3  | 1-0  | 2-0  | 1-0  | 1-1  | 0-0  | 3-2  | 1-0  | 2-1  | 2-1  | 0-1  | 6-0  | 2-1  | 3-0  |
| Dubočica Leskovac   | 2-0  | 1-1  | –––– | 0-0  | 1-1  | 1-0  | 3-0  | 0-3  | 1-3  | 0-0  | 3-1  | 3-1  | 0-0  | 2-1  | 1-0  | 1-1  |
| Galenika Zemun      | 3-1  | 2-2  | 3-0  | –––– | 1-0  | 1-0  | 2-1  | 2-1  | 0-1  | 2-2  | 2-0  | 2-1  | 2-0  | 6-1  | 0-0  | 2-0  |
| Lovćen              | 1-0  | 1-0  | 2-1  | 1-2  | –––– | 1-0  | 2-0  | 1-0  | 0-0  | 4-1  | 2-0  | 0-1  | 1-0  | 1-1  | 0-0  | 3-1  |
| Priština            | 0-0  | 2-0  | 1-0  | 2-1  | 0-0  | –––– | 0-1  | 1-0  | 2-2  | 3-1  | 1-1  | 0-0  | 1-1  | 0-0  | 0-1  | 3-0  |
| Rabotnički          | 3-1  | 1-0  | 0-0  | 1-0  | 1-0  | 1-1  | –––– | 0-0  | 4-3  | 1-0  | 3-1  | 1-1  | 1-1  | 2-1  | 0-4  | 2-1  |
| Rad Belgrado        | 1-0  | 1-1  | 2-0  | 1-0  | 1-0  | 0-2  | 2-0  | –––– | 2-0  | 1-1  | 0-0  | 0-0  | 1-0  | 1-0  | 1-0  | 3-1  |
| Radnički Kragujevac | 2-0  | 0-0  | 1-2  | 1-1  | 0-0  | 0-1  | 2-0  | 0-0  | –––– | 1-0  | 3-0  | 2-2  | 3-1  | 4-0  | 2-0  | 3-0  |
| Radnički Pirot      | 4-1  | 2-0  | 1-0  | 2-0  | 2-0  | 1-1  | 4-1  | 1-0  | 1-1  | –––– | 4-1  | 3-1  | 0-1  | 7-1  | 4-2  | 1-1  |
| Sloboda Užice       | 1-1  | 2-0  | 0-0  | 1-1  | 4-0  | 4-1  | 1-0  | 3-0  | 1-0  | 0-0  | –––– | 1-0  | 1-0  | 1-0  | 3-1  | 2-0  |
| Sutjeska            | 0-0  | 2-2  | 1-0  | 0-0  | 1-0  | 1-1  | 1-0  | 2-1  | 0-0  | 1-0  | 1-0  | –––– | 1-0  | 4-1  | 2-1  | 1-0  |
| Teteks              | 1-0  | 2-0  | 3-0  | 0-0  | 2-0  | 0-0  | 3-1  | 2-1  | 1-1  | 1-0  | 2-0  | 1-0  | –––– | 1-0  | 1-0  | 2-0  |
| OFK Titograd        | 3-2  | 3-2  | 2-1  | 1-0  | 3-2  | 1-0  | 2-1  | 1-0  | 1-1  | 3-1  | 1-1  | 1-1  | 0-0  | –––– | 1-2  | 4-2  |
| FK Trepča           | 1-0  | 3-1  | 0-2  | 1-2  | 4-2  | 1-1  | 3-0  | 0-1  | 1-0  | 4-1  | 2-1  | 1-0  | 1-0  | 0-1  | –––– | 6-2  |
| Vlaznimi Đakovica   | 2-1  | 1-3  | 0-1  | 1-1  | 2-2  | 0-3  | 1-3  | 1-1  | 4-3  | 2-1  | 1-0  | 0-0  | 0-2  | 1-2  | 2-2  | –––– |
| Fonte: rsssf.com    |      |      |      |      |      |      |      |      |      |      |      |      |      |      |      |      |

### Classifica marcatori
| Reti                 | Marcatore      | Squadra             |
| -------------------- | -------------- | ------------------- |
| 17                   | M. Radivojević | Radnički Kragujevac |
| 14                   | Đorđević       | Borac Čačak         |
| 13                   | Stolić         | Trepča              |
| 11                   | Juniku         | Vlaznimi Đakovica   |
| 10                   | Rovčanin       | Sloboda Užice       |
| 9                    | Stevanović     | Sloboda Užice       |
| Fonte: sportsport.ba |                |                     |

## In Coppa di Jugoslavia
Le squadre di Druga Liga che hanno fatto più strada sono Sutjeska, Dinamo Vinkovci e Sloboda Užice che hanno raggiunto gli ottavi di finale.